# TADDOL
TADDOL (systematischer Name: α,α,α´,α´-Tetraaryl-1,3-dioxolan-4,5-dimethanol), genauer TADDOLe, sind Derivate der Weinsäure, wobei der Arylrest meist ein Phenylrest ist. In der modernen asymmetrischen organischen Synthese dienen sie als chirale Reagenzien zur Durchführung enantioselektiver Reduktionen von Ketonen. Entweder wird  dabei (4R,5R)-2,2-Dimethyl-α,α,α′,α′-tetraphenyldioxolan-4,5-dimethanol  oder  (4S,5S)-2,2-Dimethyl-α,α,α′,α′-tetraphenyldioxolan-4,5-dimethanol eingesetzt, beide Enantiomere sind kommerziell verfügbar. Ebenfalls käuflich sind (4S,5S)-2,2-Dimethyl-α,α,α′,α′-tetra(1-naphthyl)-1,3-dioxolan-4,5-dimethanol (CAS-Nr. 171086-52-5) und (4S,5S)-2,2-Dimethyl-α,α,α′,α′-tetra(2-naphthyl)-1,3-dioxolan-4,5-dimethanol (CAS-Nr. 137365-16-3), die statt der Phenylreste 1-Naphthyl- bzw. 2-Naphthylreste enthalten. Die TADDOLe sind auch als Seebach-Reagenz bekannt, benannt nach dem Chemiker Dieter Seebach.

## Reaktionen
Mittels eines Komplexes aus je zwei Äquivalenten LiAlH4, Ethanol und 2,2-Dimethyl-α,α,α′,α′-tetraphenyldioxolan-4,5-dimethanol lassen sich Arylalkylketone in hohen Ausbeuten zu sekundären Alkoholen reduzieren. Diese Reduktion läuft hoch enantioselektiv. Je nach verwendetem Keton sind Enantiomerverhältnisse von bis zu 95:5 erreichbar. Bei nachfolgendem Umkristallisieren aus Pentan konnte die Selektivität bis auf 97:3 gesteigert werden, jedoch verringerte sich die Ausbeute dramatisch.
So liefert die Reduktion von Acetophenon mit (4R,5R)-2,2-Dimethyl-α,α,α′,α′-tetraphenyldioxolane-4,5-dimethanol -LiAlH4-Ethanol-Komplex 1-Phenylethanol mit einem Enantiomerenverhältnis von 95 (S) : 5 (R) bei einer chemischen Ausbeute von 95 %.
Grund für die Selektivität ist die sterische Hinderung zwischen dem chiralen Reagenz und dem Substratmolekül. Beim Einsatz von (4R,5R)-2,2-Dimethyl-α,α,α′,α′-tetraphenyldioxolan-4,5-dimethanol entsteht als Reduktionsprodukt des unsymmetrischen Ketons meist der entsprechende (S)-Alkohol.